# Le Petit-Mercey
Le Petit-Mercey is een plaats en voormalige gemeente in het Franse departement Jura in de regio Bourgogne-Franche-Comté en telt 115 inwoners (2009). De plaats maakt deel uit van het arrondissement Dole.

## Geschiedenis
Le Petit-Mercey is op 1 januari 2019 opgeheven en opgegaan in de gemeente Dampierre. 

## Geografie
De oppervlakte van Le Petit-Mercey bedraagt 2,5 km², de bevolkingsdichtheid is dus 46 inwoners per km².
De onderstaande kaart toont de ligging van Le Petit-Mercey met de belangrijkste infrastructuur en aangrenzende gemeenten.

## Demografie
Onderstaande figuur toont het verloop van het inwonertal.